# Tour della nazionale maschile di rugby a 15 dell'Australia 1996
I "Wallabies", nazionale di rugby a 15 dell'Australia si recano in Europa per quello che sarà l'ultimo tour di grande durata prima dell'era del professionismo.
Furono 12 partite per quello che sarà probabilmente l'ultimo tour in stile classico, con molti match infrasettimanali, ma non solo, contro club e selezioni. I "Wallabies" disputano 12 match e le vincono tutti. 
Nei test si aggiudica tutti i match: sono tutti vinti contro Italia, Galles, Scozia e Irlanda.
Aprendo di fatto una tradizione, che sarà seguita dalle altre nazionali dell'emisdero sud in futuro, il tour si chiude con un match contro i Barbarians. Fu una vittoria per 39-12 per gli Wallabies, che segnò anche l'ultimo incontro assoluto per l'Australia di David Campese

## Risultati

### In Italia
Facile esordio per i Wallabies contro gli Azzurri della seconda nazionale, a Catania
| Arbitro: | Thomas |

|                         |      |                                                                                                  |
| 63’ Roselli             | mt   | 7’ Payne 14’ Tombs 18’ Roff 23’ J. Little 27’ Connors 68’ T. Kefu 70’ Brett Robinson 72’ Larkham |
| 63’ Mazzariol           | tr   | 7’, 23’, 27’, 68’, 70’, 72’ T. Wallace                                                           |
| 11’, 32’, 39’ Mazzariol | c.p. | 61’ T. Wallace                                                                                   |
| 59’ Mazzariol           | drop |                                                                                                  |

Il match di Padova, ha connotati storici, in quanto David Campese, raggiunse, proprio nello stadio che lo vide protagonista tra il 1984 e il 1988, conquistando due scudetti, la centesima presenza ufficiale con i Wallabies 

Il match è assai più duro del previsto per i Wallabies e anche più di quanto dica il risultato, resto più netto solo da due mete negli ultimi minuti, dopo che gli azzurri avevano chiuso il primo tempo in vantaggio per 18-13.
| Arbitro: | Don Reordan |

|                          |      |                                    |
| 22’ Bordon 45’ Domínguez | mt   | 13’, 80’ Wilson 64’ Manu 74’ Horan |
| 45’ Domínguez            | tr   | 13’, 64’, 74’, 80’ M. Burke        |
| 53’ Domínguez            | c.p. | 33’, 38’, 56’, 58’ M. Burke        |
| 30’ Domínguez            | drop |                                    |

### In Scozia
Dopo una settimana e mezza di pausa (in Europa sono in corso le competizioni europee per club), il tour riprende con un match contro la seconda squadra scozzese. Dopo un primo tempo equilibrato (la Scozia si porta anche sull'11-0) i Wallabies chiudono la pratica nella ripresa, trascinati da Matt Burke e Tim Horan
| Arbitro: | J. Pearson |

|         |      |                                 |
| Smith   | mt   | Horan 2, Burke, Connors, Payne; |
|         | tr   | Burke 5                         |
| Hodge 4 | c.p. | Burke 4                         |
| Hodge   | drop |                                 |

Stentato successo nel secondo match in terra di Scozia. Contro una selezione assai modesta (mancano i migliori giocatori non rilasciati dai club), i Wallabies faticano per quasi un'ora, prima di mettere al sicuro il match
| Arbitro: | A. Watson |

|             |      |                                     |
| Logan       | mt   | Connors, Manu, Wilson Knox, Campese |
| Donaldson   | tr   | Knox 3                              |
| Donaldson 4 | c.p. | Knox 2                              |

Nel match contro la selezione dei distretti scozzesi, il coach Bob Dwyer, alle prese con gli infortuni e con il limite di 30 giocatori schierabili in un tour, decide di far scendere in campo nel ruolo di terza linea, il fisioterapista della squadra Dirk Williams, nato in Nuova Zelanda ed ex giocatore. Il fatto clamoroso è che questo giocatore realizza al 33' la meta che porta in vantaggio la sua squadra
| Arbitro: | T Rowlands |

|          |      |                       |
|          | mt   | Williams, Magro, Roff |
|          | tr   | Wallace 2             |
| Parker 3 | c.p. | Wallace 2             |

Segue il test contro la Scozia, vinto grazie ad una grande prova degli avanti, in particolare del capitano John Eales
| Arbitro: | Patrick Thomas |

|                           |      |                            |
| Kenny Logan, Tony Stanger | mt   | Dan Herbert, Warwick Waugh |
|                           | tr   | Matt Burke 2               |
| Rowen Shepherd 3          | c.p. | Matt Burke 5               |

### In Irlanda
Sbarcati in Irlanda, I wallabies, con David Campese in campo, superano le selezioni della provincia di Connacht e Ulster.
| Galway 13 novembre 1996 | Connacht Rugby | 20 – 37                          | Australia XV |  |
| \| \| \| \| \| Leahy \| mt \| Cregan 2, Finegan Gavin, Murdoch \| \| \| tr \| T Wallace 3 \| \| Elwood \| c.p. \| T. Wallace 2 \| |                |                                  |              |  |
| |                |                                  |              |  |
| Leahy | mt             | Cregan 2, Finegan Gavin, Murdoch |              |  |
| | tr             | T Wallace 3                      |              |  |
| Elwood | c.p.           | T. Wallace 2                     |              |  |

| Belfast 16 novembre 1996 | Ulster | 26 – 39 | Australia XV | Ravenhill Stadium |

Segue il test match con la sfida che è tra i due "Burke", l'australiano Matt e l'irlandese Paul, entrambi calciatori della squadra. La spunta il primo, anche grazie ad una meta di Knox
| Arbitro: | Brian Campsall |

|                            |      |                                 |
|                            | mt   | 77’ Knox                        |
|                            | tr   | 77’ M. Burke                    |
| 7’, 25’, 32’, 52’ P. Burke | c.p. | 1’, 10’, 42’, 63’, 70’ M. Burke |

Vi era grande attesa per il match tra Munster e Australia. La provincia irlandese (che vanta nel 1978 un successo contro gli All Blacks che quell'anno ottennero il Grande Slam, viene travolta dai Wallabies.
| Limerick 26 novembre 1996 | Munster Rugby | 19 – 55                                                | Australia XV |  |
| \| \| \| \| \| Keane \| mt \| Campese 2, Murdoch 2 Finegan, Kefu, Little Payne, Tune \| \| Keane \| tr \| Larkham 5 \| \| Keane 3 \| c.p. \| \| \| Murray \| drop \| \| |               |                                                        |              |  |
| |               |                                                        |              |  |
| Keane | mt            | Campese 2, Murdoch 2 Finegan, Kefu, Little Payne, Tune |              |  |
| Keane | tr            | Larkham 5                                              |              |  |
| Keane 3 | c.p.          |                                                        |              |  |
| Murray | drop          |                                                        |              |  |

### In Galles
A Cardiff va in scena un match storico: è il match di addio al rugby internazionale di David Campese che regala ancora azioni spettacolari ed una prestazione superba. Il pubblico gallese gli tributerà una lunga "standing ovation" al termine del match.. 

| Arbitro: | Iain Ramage |

| |            | |
| Gareth Thomas | mt         | Mike Brial, Matt Burke 1 meta tecnica |
| Jonathan Davies | tr         | Matt Burke 2 |
| Jonathan Davies 4 | c.p.       | Matt Burke 3 |
| 15.Wayne Proctor 14.Ieuan Evans 13.Scott Gibbs 12.Gareth Thomas 11.Dafydd James 10.Jonathan Davies 9.Rob Howley 8.Steve Williams 7.Kingsley Jones 6.Hemi Taylor 5.Derwyn Jones 4.Gareth Llewellyn 3.Dai Young 2.Jonathan Humphreys (cap.) 1.Christian Loader sostituti: Colin Charvis Neil Jenkins Craig Quinnell | Formazioni | 15.Matt Burke 14.Joe Roff 13.Jason Little 12.Tim Horan(cap.) 11.David Campese 10.Pat Howard 9.George Gregan 8.Mike Brial 7.David Wilson 6.Owen Finegan 5.David Giffin 4.Tim Gavin 3.Andrew Blades 2.Michael Foley 1.Dan Crowley |

### Il match con i Barbarians
| Arbitro: | Ed Morrison |

|                             |      |                                                  |
| 60’ Bateman 71’ S. Quinnell | mt   | 12’, 40’ M. Burke 41’ Roff 48’ Campese 56’ Horan |
| 71’ Andrew                  | tr   | 12’, 40’, 41’, 48’ Burke                         |
|                             | c.p. | 8’, 18’ Burke                                    |